# August Joseph Pechwell

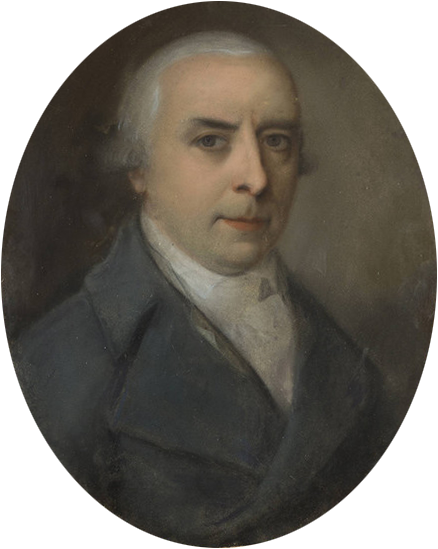
August Joseph Pechwell

August Joseph Pechwell (* um 1752; † 14. Februar 1811 in Dresden) war ein Dresdner Maler in der zweiten Hälfte des 18. Jahrhunderts.

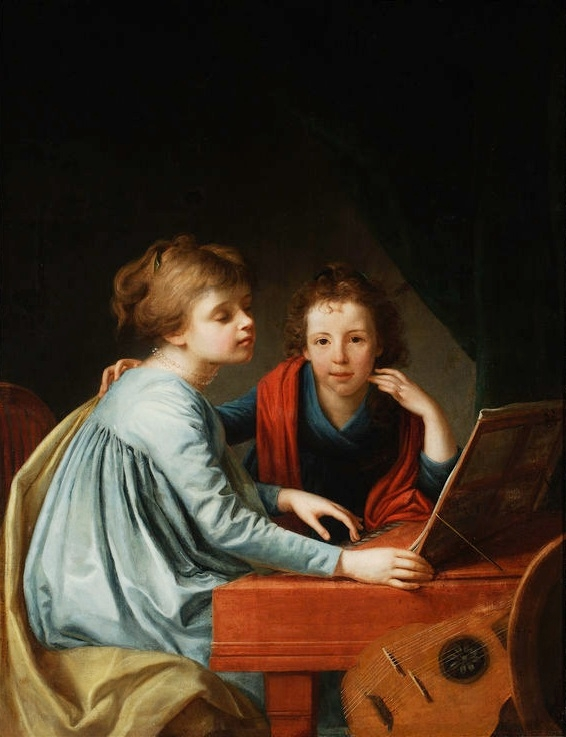
Amalia und Philippine Pechwell (1800)

## Leben
August Joseph Pechwells Eltern waren der Aufseher in der kurfürstlich-sächsischen Gemäldegalerie Johann Gottlieb Pechwell (1709–1778) und dessen aus Böhmen stammende Frau Maria Elisabeth Dorothea Luft (1723–1785). August Josephs älterer Bruder, der von Kaiser Joseph II. in den Adelstand erhobene Johann Carl Gottlieb von Pechwell (1741–1789), wurde Kupferstecher und arbeitete in der zweiten Hälfte des 18. Jahrhunderts in Wien. Von ihm sind unter anderem mehrere Stiche der habsburgischen Kaiserfamilie erhalten.
August Joseph Pechwell wurde in Dresden von Charles Hutin als Maler ausgebildet. Im Jahr 1776 begab er sich zu weiteren Studien nach Italien, wo er sich vor allem in Rom aufhielt und mehrere Bilder malte. Im Jahr 1781 kehrte er wieder nach Dresden zurück, wo er bis zu seinem Lebensende lebte und arbeitete. Von Pechwell sind vor allem Altargemälde, größere und kleinere Staffeleibilder sowie Porträts erhalten. Später wurde er zum zweiten Inspektor der königlich-sächsischen Gemäldegalerie in Dresden berufen. Im Jahr 1806 veröffentlichte er eine Beschreibung dieser Galerie. Darüber hinaus unterhielt er eine eigene Gemäldesammlung, zu der ein Gemälde Raffaels gehört haben soll.
Pechwells erste Frau Philippine Marguerite Monceret (1768–1792) stammte aus der Provence. Mit ihr hatte er die Töchter Amalia Agnes Pechwell (geb. 1788 in Dresden) und Maria Anna Philippine Pechwell (geb. 1790 in Dresden) sowie den früh verstorbenen Sohn Bellarminus Ludwig Pechwell (geb. und gest. 1792 in Dresden). Die Töchter aus erster Ehe wurden im Jahr 1800 von Jan Gładysz gemalt. Philippine heiratete den polnischen Bildhauer Paweł Maliński, Amalia den polnischen Maler Anton Blank. Letzterer fertigte weitere Gemälde von seiner Frau und ihrer Schwester Philippine an.
In zweiter Ehe heiratete August Joseph Pechwell die aus Wien stammende Anna Stöbel (1772–1821), mit der er sieben weitere Kinder hatte, darunter unter anderem die spätere Pianistin Antonia Helena Pechwell (1798–1834), den Maler Johann Carl Aloysius Pechwell (1807–1863) und den königlich-sächsischen Oberappellationsrat Alexander Ferdinand Immanuel Pechwell (1808–1865).

## Werke
- Herodias überreicht das Haupt des Täufers Johannes[2]
- Eine nackte Frau aus dem Bade steigend[2]
- Soldaten bei der Rast[4]